# Hadstock
Hadstock – wieś w Anglii, w hrabstwie Essex, w dystrykcie Uttlesford. Leży 41 km na północ od miasta Chelmsford i 70 km na północny wschód od Londynu.